# Gabriel Lauræus
Gabriel Lauræus, född 18 april 1677, död 10 augusti 1753, var en svensk präst.
Gabriel Lauræus föddes i Åbo som son till konsistorienotarien Gabriel Lauræus och hans hustru Katarina Rajalenia. Efter faderns tidiga död gick modern i ett nytt äktenskap med Olof Haartman, som ägnade sin styvson all faderlig omsorg. Även Haartman dog dock snart, och därefter fick Lauræus försöka försörja sig bäst han kunde. I Åbo där han 1696 blev student, sysselsatte han sig med svarvning, guld- och silversmide och mera liknande. År 1702 utnämndes han till bataljonspredikant vid Björneborgs regemente, som då låg i Riga, och beordrades vid regementets uppbrott att följa detsamma. I slaget vid Gemauerthof 1705 erhöll han fem ganska svåra blessyrer, som i brist på läkarhjälp förblev oförbundna i närmare ett dygn. 1708 förlorade han i slaget vid Ljesna all sin egendom och måste sedan alla arméns präster, med undantag av en blivit fångna eller dödade, göra tjänst som själasörjare för fem regementen, utom artilleriet och kungens hovstat. I slaget vid Poltava förlorade han åter allt han ägde och räddade sig med svårighet över till kungen i Bender. Beordrad att härifrån följa överste Gyllekrook mot polska gränsen, råkade han i rysk fångenskap, och fördes till Moskva och därifrån 1712 till Tobolsk. Här kom hans mekaniska färdighet honom till pass. Genom sina arbeten förtjänte han såpass, att han kunde försörja flera av sina fångna svenska kamrater. 1721 kunde han slutligen återvända till Finland, där han 1724 utnämndes till kyrkoherde i Loimijoki pastorat av Åbo stift och 1749 flyttades han som teologie professor och domprost till Åbo. Han var ledamot av prästeståndet vid riksdagarna 1731 och 1746-47, teologie doktor samt ledamot av Kungliga Vetenskapsakademien.
Gabriel Lauræus var sedan 1707 gift med Katarina Fontin.